# Premio César per la migliore attrice
Il premio César per la migliore attrice (César de la meilleure actrice) è un premio cinematografico assegnato annualmente dall'Académie des arts et techniques du cinéma a partire dal 1976 alla miglior attrice protagonista di un film di produzione francese uscito nelle sale cinematografiche nel corso dell'anno precedente.
La protagonista incontrastata di questo riconoscimento è Isabelle Adjani, che l'ha ricevuto ben cinque volte su otto nomination: nel 1982 per Possession, nel 1984 per L'estate assassina (L'été meurtrier), nel 1989 per Camille Claudel, nel 1995 per La Regina Margot (La Reine Margot) e nel 2010 per La journée de la jupe.
L'attrice che ha ricevuto il maggior numero di candidature (quattordici) è Isabelle Huppert (vincitrice nel 1996, per Il buio nella mente, e nel 2017, per Elle), candidata per la prima volta nel 1978 e l'ultima nel 2017. In due occasioni sono state premiate interpretazioni in lingua diversa dal francese: nel 1982 quella in lingua inglese di Isabelle Adjani in Possession e nel 2004 quella in lingua giapponese di Sylvie Testud in Stupore e tremori.

## Albo d'oro
I vincitori sono indicati in grassetto, a seguire gli altri candidati.

### Anni 1976-1979
- 1976: Romy Schneider - L'importante è amare (L'important c'est d'aimer)
  - Isabelle Adjani - Adele H. - Una storia d'amore (L'histoire d'Adèle H.)
  - Catherine Deneuve - Il mio uomo è un selvaggio (Le sauvage)
  - Delphine Seyrig - India song
- 1977: Annie Girardot - Il caso del dottor Gailland (Docteur Françoise Gailland)
  - Isabelle Adjani - Barocco
  - Miou-Miou - Come è cambiata la nostra vita (F... comme Fairbanks)
  - Romy Schneider - Una donna alla finestra (Une femme à sa fenêtre)
- 1978: Simone Signoret - La vita davanti a sé (La vie devant soi)
  - Brigitte Fossey - Les enfants du placard
  - Isabelle Huppert - La merlettaia (La dentellière)
  - Miou-Miou - Gli aquiloni non muoiono in cielo (Dites-lui que je l'aime)
  - Delphine Seyrig - Sopralluoghi (Repérages)
- 1979: Romy Schneider - Una donna semplice (Une histoire simple)
  - Anouk Aimée - Due volte donna (Mon premier amour)
  - Annie Girardot - La clé sur la porte
  - Isabelle Huppert - Violette Nozière

### Anni 1980-1989
- 1980: Miou-Miou - La dérobade - Vita e rabbia di una prostituta parigina (La dérobade)
  - Nastassja Kinski - Tess
  - Dominique Laffin - La femme qui pleure
  - Romy Schneider - Chiaro di donna (Clair de femme)
- 1981: Catherine Deneuve - L'ultimo metrò (Le dernier métro)
  - Nathalie Baye - Una settimana di vacanza
  - Nicole Garcia - Mio zio d'America (Mon oncle d'Amérique)
  - Isabelle Huppert - Loulou
- 1982: Isabelle Adjani - Possession
  - Fanny Ardant - La signora della porta accanto (La femme d'à côté)
  - Catherine Deneuve - Hôtel des Amériques
  - Isabelle Huppert - Colpo di spugna (Coup de torchon)
- 1983: Nathalie Baye - La spiata (La balance) 
  - Miou-Miou - Josepha
  - Romy Schneider - La signora è di passaggio (La passante du Sans-Souci)
  - Simone Signoret - L'étoile du Nord
- 1984: Isabelle Adjani - L'estate assassina (L'été meurtrier)
  - Fanny Ardant - Finalmente domenica! (Vivement dimanche!)
  - Nathalie Baye - J'ai épousé une ombre
  - Nicole Garcia - Les mots pour le dire
  - Miou-Miou - Prestami il rossetto (Coup de foudre)
- 1985: Sabine Azéma - Una domenica in campagna (Un dimanche à la campagne) 
  - Jane Birkin - La Pirate
  - Valérie Kaprisky - Femme publique (La femme publique)
  - Julia Migenes - Carmen
  - Pascale Ogier - Le notti della luna piena (Les nuits de la pleine lune)
- 1986: Sandrine Bonnaire - Senza tetto né legge (Sans toit ni loi) 
  - Isabelle Adjani - Subway
  - Juliette Binoche - Rendez-vous
  - Nicole Garcia - Pericolo nella dimora (Péril en la demeure)
  - Charlotte Rampling - Shocking Love (On ne meurt que 2 fois)
- 1987: Sabine Azéma - Mélo
  - Juliette Binoche - Rosso sangue (Mauvais sang)
  - Jane Birkin - La donna della mia vita (La femme de ma vie)
  - Béatrice Dalle - Betty Blue (37°2 le matin)
  - Miou-Miou - Lui portava i tacchi a spillo (Tenue de soirée)
- 1988: Anémone - Innocenza e malizia (Le grand chemin) 
  - Sandrine Bonnaire - Sotto il sole di Satana (Sous le soleil de Satan)
  - Catherine Deneuve - Agent trouble - L'ultima corsa (Agent trouble)
  - Nastassja Kinski - Voglia d'amare (Maladie d'amour)
  - Jeanne Moreau - Il miracolo (Le miraculé)
- 1989: Isabelle Adjani - Camille Claudel
  - Catherine Deneuve - Drôle d'endroit pour une rencontre
  - Charlotte Gainsbourg - La piccola ladra (La petite voleuse)
  - Isabelle Huppert - Un affare di donne (Une affaire de femmes)
  - Miou-Miou - La lettrice (La lectrice)

### Anni 1990-1999
- 1990: Carole Bouquet - Troppo bella per te! (Trop belle pour toi) 
  - Sabine Azéma - La vita e niente altro ( La vie et rien d'autre)
  - Josiane Balasko - Troppo bella per teǃ (Trop belle pour toi)
  - Emmanuelle Béart - Les enfants du désordre
  - Sandrine Bonnaire - L'insolito caso di Mr. Hire (Monsieur Hire)
- 1991: Anne Parillaud - Nikita
  - Nathalie Baye - Un weekend su due (Un week-end sur deux)
  - Anne Brochet - Cyrano de Bergerac
  - Tsilla Chelton - Zia Angelina (Tatie Danielle)
  - Miou-Miou - Milou a maggio (Milou en mai)
- 1992: Jeanne Moreau - La vieille qui marchait dans la mer
  - Emmanuelle Béart - La bella scontrosa (La belle noiseuse)
  - Juliette Binoche - Gli amanti del Pont-Neuf (Les amants du Pont-Neuf)
  - Anouk Grinberg - Merci la vie - Grazie alla vita (Merci la vie)
  - Irène Jacob - La doppia vita di Veronica (La double vie de Véronique)
- 1993: Catherine Deneuve - Indocina (Indochine) 
  - Anémone - Le petit prince a dit
  - Emmanuelle Béart - Un cuore in inverno (Un cœur en hiver)
  - Juliette Binoche - Il danno (Damage)
  - Caroline Cellier - Le zèbre
- 1994: Juliette Binoche - Tre colori - Film blu (Trois couleurs: Bleu) 
  - Sabine Azéma - Smoking/No Smoking
  - Josiane Balasko - Non tutti hanno la fortuna di aver avuto i genitori comunisti (Tout le monde n'a pas eu la chance d'avoir des parents communistes)
  - Catherine Deneuve - Ma saison préférée
  - Anouk Grinberg - Un, due, tre stella! (Un, deux, trois, soleil)
  - Miou-Miou - Germinal
- 1995: Isabelle Adjani - La Regina Margot (La Reine Margot) 
  - Anémone - Pas très catholique
  - Sandrine Bonnaire - Giovanna d'Arco - Parte I: Le battaglie & Giovanna d'Arco - Parte II: Le prigioni (Jeanne la Pucelle I - Les batailles & Jeanne la Pucelle II - Les prisons)
  - Isabelle Huppert - La séparation
  - Irène Jacob - Tre colori - Film rosso (Trois couleurs: Rouge)
- 1996: Isabelle Huppert - Il buio nella mente (La cérémonie) 
  - Sabine Azéma - La felicità è dietro l'angolo (Le bonheur est dans le pré)
  - Emmanuelle Béart - Nelly e Mr. Arnaud (Nelly et monsieur Arnaud)
  - Juliette Binoche - L'ussaro sul tetto (Le hussard sur le toit)
  - Sandrine Bonnaire - Il buio nella mente (La cérémonie)
- 1997: Fanny Ardant - Di giorno e di notte (Pédale douce) 
  - Catherine Deneuve - Les Voleurs
  - Charlotte Gainsbourg - Love, etc.
  - Anouk Grinberg - Mon homme
  - Marie Trintignant - Le cri de la soie
- 1998: Ariane Ascaride - Marius e Jeannette (Marius et Jeannette) 
  - Sabine Azéma - Parole, parole, parole... (On connaît la chanson)
  - Marie Gillain - Il cavaliere di Lagardère (Le Bossu)
  - Sandrine Kiberlain - Le Septième Ciel
  - Miou-Miou - Nettoyage à sec
- 1999: Élodie Bouchez - La vita sognata degli angeli (La vie rêvée des anges) 
  - Catherine Deneuve - Place Vendôme
  - Isabelle Huppert - L'école de la chair
  - Sandrine Kiberlain - À vendre - In vendita (À vendre)
  - Marie Trintignant - ...Comme elle respire

### Anni 2000-2009
- 2000: Karin Viard - Haut les coeurs!
  - Nathalie Baye - Sciampiste & Co. (Vénus beauté (Institut))
  - Sandrine Bonnaire - Est-ovest - Amore-libertà (Est-Ouest)
  - Catherine Frot - La dilettante
  - Vanessa Paradis - La ragazza sul ponte (La fille sur le pont)
- 2001: Dominique Blanc - Stand-by
  - Emmanuelle Béart - Les destinées sentimentales
  - Juliette Binoche - L'amore che non muore (La veuve de Saint-Pierre)
  - Isabelle Huppert - Saint-Cyr
  - Muriel Robin - Marie-Line
- 2002: Emmanuelle Devos - Sulle mie labbra (Sur mes lèvres) 
  - Catherine Frot - Chaos
  - Isabelle Huppert - La pianista (La pianiste)
  - Charlotte Rampling - Sotto la sabbia (Sous le sable)
  - Audrey Tautou - Il favoloso mondo di Amélie (Le fabuleux destin d'Amélie Poulain)
- 2003: Isabelle Carré - Il ricordo di belle cose (Se souvenir de belles choses) 
  - Fanny Ardant - 8 donne e un mistero (8 Femmes)
  - Ariane Ascaride - Marie-Jo e i suoi due amori (Marie-Jo et ses deux amours)
  - Juliette Binoche - Jet Lag (Décalage horaire)
  - Isabelle Huppert - 8 donne e un mistero (8 Femmes)
- 2004: Sylvie Testud - Stupore e tremori
  - Josiane Balasko - Violenza estrema (Cette femme-là)
  - Nathalie Baye - I sentimenti (Les sentiments)
  - Isabelle Carré - I sentimenti (Les sentiments)
  - Charlotte Rampling - Swimming Pool
- 2005: Yolande Moreau - Quand la mer monte
  - Maggie Cheung - Clean
  - Emmanuelle Devos - I re e la regina (Rois et reine)
  - Audrey Tautou - Una lunga domenica di passioni (Un long dimanche de fiançailles)
  - Karin Viard - Le rôle de sa vie
- 2006: Nathalie Baye - Le Petit Lieutenant
  - Isabelle Carré - Entre ses mains
  - Anne Consigny - Je ne suis pas là pour être aimé
  - Isabelle Huppert - Gabrielle
  - Valérie Lemercier - Palais royal!
- 2007: Marina Hands - Lady Chatterley
  - Cécile de France - Un po' per caso, un po' per desiderio (Fauteuils d'orchestre)
  - Cécile de France - Quand j'étais chanteur
  - Catherine Frot - La voltapagine (La Tourneuse de pages)
  - Charlotte Gainsbourg - Prestami la tua mano (Prête-moi ta main)
- 2008: Marion Cotillard - La Vie en rose (La Môme)
  - Marina Foïs - Darling
  - Catherine Frot - Lezioni di Felicità - Odette Toulemonde (Odette Toulemonde)
  - Isabelle Carré - Anna M.
  - Cécile de France - Un secret
- 2009: Yolande Moreau - Séraphine
  - Catherine Frot - Le crime est notre affaire
  - Tilda Swinton - Julia
  - Sylvie Testud - Sagan
  - Kristin Scott Thomas - Ti amerò sempre (Il y a longtemps que je t'aime)

### Anni 2010-2019
- 2010: Isabelle Adjani - La journée de la jupe
  - Dominique Blanc - L'Autre
  - Sandrine Kiberlain - Mademoiselle Chambon
  - Kristin Scott Thomas - L'amante inglese (Partir)
  - Audrey Tautou - Coco avant Chanel - L'amore prima del mito (Coco avant Chanel)
- 2011: Sara Forestier - Le Nom des gens
  - Isabelle Carré - Emotivi anonimi (Les Emotifs anonymes)
  - Catherine Deneuve - Potiche - La bella statuina (Potiche)
  - Charlotte Gainsbourg - L'albero (L'Arbre)
  - Kristin Scott Thomas - La chiave di Sara (Elle s'appelait Sarah)
- 2012: Bérénice Bejo - The Artist
  - Ariane Ascaride - Le nevi del Kilimangiaro (Les Neiges de Kilimandjaro)
  - Leïla Bekhti - La sorgente dell'amore (La Source des femmes)
  - Valérie Donzelli - La guerra è dichiarata (La guerre est déclarée)
  - Marina Foïs - Polisse
  - Marie Gillain - Tutti i nostri desideri (Toutes nos envies)
  - Karin Viard - Polisse
- 2013: Emmanuelle Riva – Amour
  - Marion Cotillard – Un sapore di ruggine e ossa (De rouille et d'os)
  - Catherine Frot – La cuoca del presidente (Les Saveurs du palais)
  - Noémie Lvovsky – Camille redouble
  - Corinne Masiero – Louise Wimmer
  - Léa Seydoux – Addio mia regina
  - Hélène Vincent – Quelques heures de printemps
- 2014: Sandrine Kiberlain - 9 mois ferme
  - Fanny Ardant - Les Beaux Jours
  - Bérénice Bejo - Il passato (Le Passé)
  - Catherine Deneuve - Elle s'en va
  - Sara Forestier - Suzanne
  - Emmanuelle Seigner - Venere in pelliccia (La Vénus à la fourrure)
  - Léa Seydoux - La vita di Adele (La Vie d'Adèle - Chapitres 1 & 2)
- 2015: Adèle Haenel – The Fighters - Addestramento di vita (Les Combattants)
  - Juliette Binoche – Sils Maria (Clouds of Sils Maria)
  - Catherine Deneuve – Piccole crepe, grossi guai (Dans la cour)
  - Marion Cotillard – Due giorni, una notte (Deux jours, une nuit)
  - Émilie Dequenne – Sarà il mio tipo? (Pas son genre)
  - Sandrine Kiberlain – Elle l'adore
  - Karin Viard – La famiglia Bélier (La Famille Bélier)
- 2016: Catherine Frot – Marguerite
  - Loubna Abidar – Much Loved
  - Emmanuelle Bercot – Mon roi - Il mio re (Mon roi)
  - Cécile de France – La Belle Saison
  - Catherine Deneuve – A testa alta (La Tête haute)
  - Isabelle Huppert – Valley of Love
  - Soria Zeroual – Fatima
- 2017: Isabelle Huppert - Elle
  - Judith Chemla - Una vita (Une vie)
  - Marion Cotillard - Mal di pietre (Mal de pierres)
  - Virginie Efira - Tutti gli uomini di Victoria (Victoria)
  - Marina Foïs - Irréprochable
  - Sidse Babett Knudsen - 150 milligrammi (La Fille de Brest)
  - Soko - Io danzerò (La danseuse)
- 2018: Jeanne Balibar - Barbara
  - Juliette Binoche - L'amore secondo Isabelle (Un beau soleil intérieur)
  - Emmanuelle Devos - Numéro Une
  - Marina Foïs - L'Atelier
  - Charlotte Gainsbourg - La promessa dell'alba (La promesse de l'aube)
  - Doria Tillier - Monsieur et Madame Adelman
  - Karin Viard - Il complicato mondo di Nathalie (Jalouse)
- 2019: Léa Drucker - L'affido - Una storia di violenza (Jusqu'à la garde)
  - Élodie Bouchez - In mani sicure - Pupille (Pupille)
  - Cécile de France - Lady J (Mademoiselle de Joncquières)
  - Virginie Efira - Un amour impossible
  - Adèle Haenel - Pallottole in libertà (En liberté!)
  - Sandrine Kiberlain - In mani sicure - Pupille (Pupille)
  - Mélanie Thierry - La douleur

### Anni 2020-2029
- 2020: Anaïs Demoustier – Alice e il sindaco (Alice et le Maire)
  - Eva Green – Proxima
  - Adèle Haenel – Ritratto della giovane in fiamme (Portrait de la jeune fille en feu)
  - Chiara Mastroianni – L'hotel degli amori smarriti (Chambre 212)
  - Noémie Merlant – Ritratto della giovane in fiamme (Portrait de la jeune fille en feu)
  - Doria Tillier – La belle époque
  - Karin Viard – Chanson douce
- 2021: Laure Calamy – Io, lui, lei e l'asino (Antoinette dans les Cévennes)
  - Martine Chevallier – Due (Deux)
  - Virginie Efira – Adieu les cons
  - Camélia Jordana – Les choses qu'on dit, les choses qu'on fait
  - Barbara Sukowa – Due (Deux)
- 2022: Valérie Lemercier – Aline - La voce dell'amore (Aline)
  - Leïla Bekhti – Les Intranquilles
  - Valeria Bruni Tedeschi – Parigi, tutto in una notte (La Fracture)
  - Laure Calamy – Sesso per amore (Une femme du monde)
  - Virginie Efira – Benedetta
  - Vicky Krieps – Stringimi forte (Serre moi fort)
  - Léa Seydoux – France
- 2023: Virginie Efira – Riabbracciare Parigi (Revoir Paris)
  - Fanny Ardant – I giovani amanti (Les Jeunes Amants)
  - Juliette Binoche – Tra due mondi (Ouistreham)
  - Laure Calamy – Full Time - Al cento per cento (À plein temps)
  - Adèle Exarchopoulos – Generazione Low Cost (Rien à foutre)
- 2024: Sandra Hüller – Anatomia di una caduta (Anatomie d'une chute)
  - Marion Cotillard – Little Girl Blue
  - Léa Drucker – Ancora un'estate (L'Été dernier)
  - Virginie Efira – Il coraggio di Blanche (L'Amour et les Forêts)
  - Hafsia Herzi – Le Ravissement - Rapita (Le Ravissement)
- 2025: Hafsia Herzi – Borgo
  - Adèle Exarchopoulos – L'amore che non muore (L'Amour ouf)
  - Karla Sofía Gascón – Emilia Pérez
  - Zoe Saldana – Emilia Pérez
  - Hélène Vincent – Sotto le foglie (Quand vient l'automne)